# Contea di Kossuth
La contea di Kossuth (in inglese Kossuth County) è una contea dello Stato dell'Iowa, negli Stati Uniti. La popolazione al censimento del 2000 era di 17 163 abitanti. Il capoluogo di contea è Algona.

## Storia
La contea di Kossuth venne fondata il 15 gennaio 1851 e chiamata così in onore di Lajos Kossuth, leader politico magiaro che si recò in esilio negli Stati Uniti dopo il fallimento della rivoluzione ungherese del 1848. La contea vide estesa la propria superficie verso nord nel 1857, con l'accorpamento della contea di Bancroft.